# Резолюция Совета Безопасности ООН 371
Резолюция Совета Безопасности ООН 371 — резолюция Совета Безопасности ООН, принятая 24 июля 1975 года, ссылаясь на заявления заместителя премьер-министра и министра иностранных дел Арабской Республики Египет об отсутствии прогресса в соблюдении резолюции СБ ООН 338.

## Содержание
До заседания 1,833, 16 июля 1975 года, было выслушано обращение S/11758 Генерального секретаря ООН Курта Вальдхайма о рациональности размещения 3919 военных миротворческих сил ООН на территориях Египта и Израиля.
Совет Безопасности выражает озабоченность в связи с продолжающимся состоянием напряжённости на Ближнем Востоке и отсутствием прогресса в направлении достижения справедливого и прочного мира в регионе.
Также, Совет предлагает Генеральному секретарю через 3 месяца, либо в течение этого срока предоставить доклад о соблюдении резолюции 338.

## Голосование
Данную резолюцию поддержали 13 из 15 членов Совета Безопасности, в голосовании не участвовали Китай и Ирак.

## Результаты
Согласно данной резолюции, на 3 месяца до 24 октября 1975 возобновляется действие мандата Чрезвычайных вооружённых сил ООН.
На территории Синайского полуострова продолжились военные действия как со стороны Израиля, так и Египта, по этой причине были выпущены резолюции 378, 381, 390 и 398 для соблюдения резолюции 338.